# Overdose (singel Tomcrafta)
Overdose – dziewiętnasty singel oraz utwór niemieckiego DJ-a i producenta – Tomcrafta, wydany 20 grudnia 2001 w Niemczech przez wytwórnię Kosmo Records (wydanie CD i dwa wydania 12"). Utwór pochodzi z drugiego albumu Tomcrafta – MUC (pierwszy singel z tej płyty). Na singel składa się tylko utwór tytułowy w sześciu wersjach (CD) i w trzech oraz w czterech wersjach (12"). Poza wydaniami niemieckimi singel (w wersjach 12") ukazał się także we Włoszech i w Holandii (kolejno: cztery i trzy wersje utworu).

## Lista utworów

### Niemcy

#### CD
1. Overdose (Lady Radio Mix) (3:57)
2. Overdose (Killa Radio Mix) (3:57)
3. Overdose (Killa Vocal Mix) (6:52)
4. Overdose (Lady Mix) (6:22)
5. Overdose (Tony H Remix) (6:26)
6. Overdose (Killa Mix) (7:03)

#### 12" (1)
1. Overdose (Killa Vocal Mix) (6:52)
2. Overdose (Killa Mix) (7:03)
3. Overdose (Lady Mix) (6:22)

#### 12" (2)
1. Overdose (Killa Vocal Mix) (6:52)
2. Overdose (Tony H Remix) (6:26)
3. Overdose (Killa Mix) (7:03)
4. Overdose (Lady Mix) (6:22)

### Włochy(12")
1. Overdose (Proptech Remix) (6:52)
2. Overdose (Proptech Radio) (3:30)
3. Overdose (Kill Club Mix) (6:52)
4. Overdose (Lady Radio Overdose) (3:55)

### Holandia(12")
1. Overdose (Tony H Mix) (5:25)
2. Overdose (Lady Mix) (5:22)
3. Overdose (Killa Mix) (7:03)